# 1689 en littérature
| Années de la littérature : 1686 - 1687 - 1688 - 1689 - 1690 - 1691 - 1692    |
| Décennies de la littérature : 1650 - 1660 - 1670 - 1680 - 1690 - 1700 - 1710 |

Cet article présente les faits marquants de l'année 1689 en littérature.

## Événements
- 9 mars : Guillaume III d'Angleterre ordonne la nomination de Thomas Shadwell pour remplacer John Dryden comme poète lauréat, qui prend effet le 29 août[1].
- Avril : Jonathan Swift deviens secrétaire de William Temple ; il devient le précepteur d'Esther Johnson, âgée de huit ans[2].
- 16 mai : Matsuo Bashō commence le voyage décrit dans son récit Oku no hosomichi (« La Sente étroite du Bout-du-Monde »)[3].

## Parutions
- 18 août :
  - achevé d’imprimer du premier volume du traité de Jean Domat, Les lois civiles dans leur ordre naturel, vol. 1, Paris, Jean Baptiste Coignard, 1689 (présentation en ligne). Trois volumes sont publié de 1689 à 1694.
  - achevé d’imprimer d'une édition révisée du Recueil des oraisons funèbres : prononcées par messire Jacques-Bénigne Bossuet, Paris, Veuve de Sébastien Mabre-Cramoisy, 1689 (présentation en ligne).

- 3 octobre : autorisation de publier l’essai de John Locke, A Letter Concerning Toleration : « Lettre sur la tolérance », London, Awnsham Churchill, 1689 (présentation en ligne).

- Richard Simon, Histoire critique du texte du Nouveau Testament : où l’on établit la vérité des actes sur lesquels la Religion chrétienne est fondée, Rotterdam, Reinier Leers, 1689 (présentation en ligne)
- Janez Vajkard Valvasor, Die Ehre deß Hertzogthums Crain : « La Gloire du Duché de Carniole », vol. 1, Nuremberg, Wolfgang Moris Endter, 1689 (présentation en ligne), encyclopédie en quatre volumes.

## Naissances
- 18 janvier : Montesquieu, moraliste, penseur politique, philosophe et écrivain français († 10 février 1755).